# 무도광

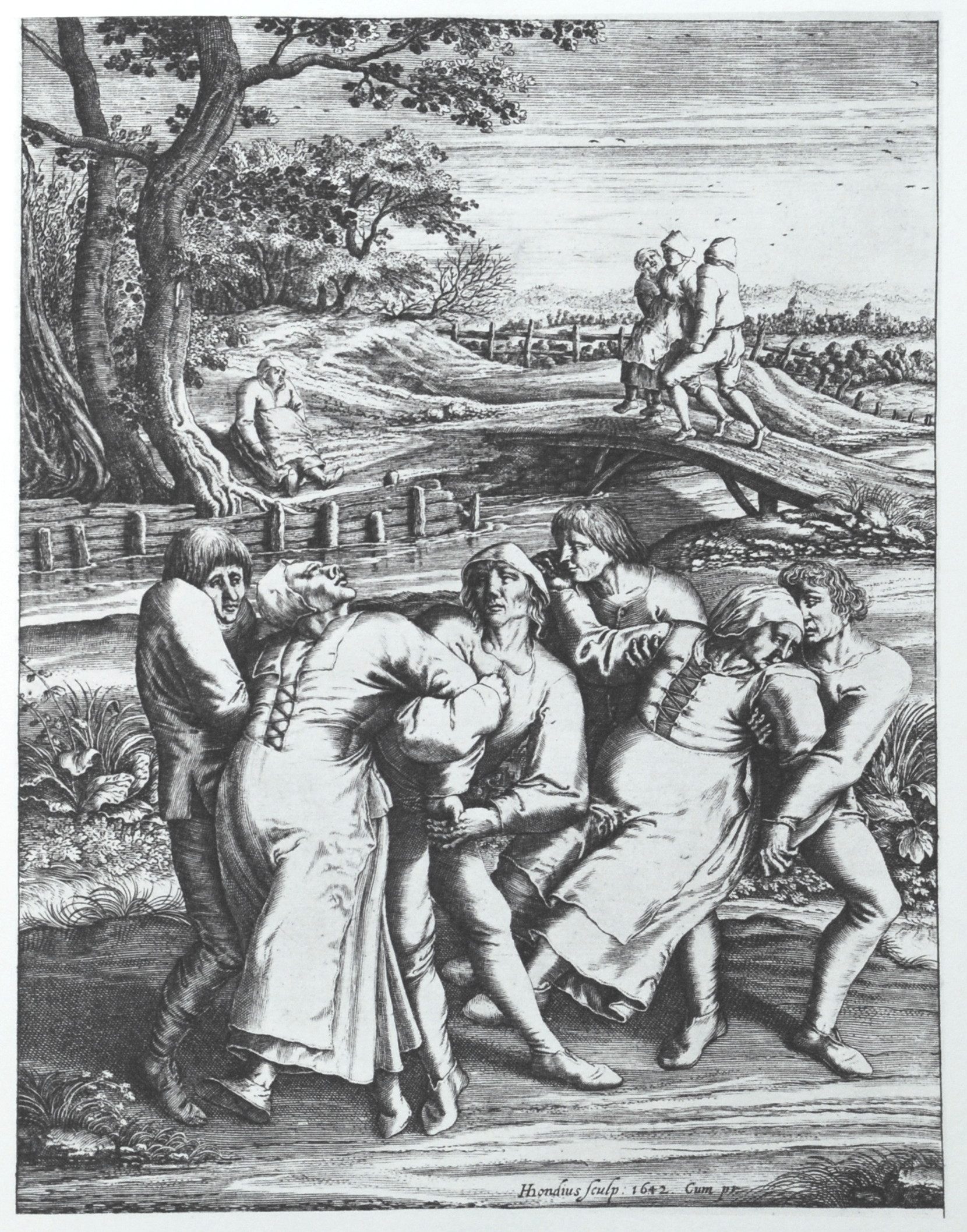
신트얀스몰렌베이크 교회로 순례 중인 무도광. 피터 브뤼헐이 1564년 그린 후, 헨드릭 혼디우스가 1642년 판각하였다.

무도광(舞蹈狂)은 14세기에서 17세기까지 유럽 대륙에서 처음 나타난 사회 현상이다. 이 현상은 한 무리의 사람들이 갑작스럽게 불규칙한 춤을 추는 것으로, 경우에 따라서는 한 번에 수천 명이 춤을 추기도 하였다. 이러한 조증은 남자, 여자, 어린이를 가리지 않고 나타났으며, 이들은 탈진해 쓰러질 때까지 춤을 추었다. 1374년 신성 로마 제국의 아헨 지방에서 최초의 대규모 발현이 일어났으며, 이후 유럽 전역으로 빠르게 퍼졌다. 특히 주목할 만한 발현은 1518년 신성 로마 제국의 스트라스부르에서 일어났다.
수 세기에 걸쳐 수천 명의 사람들에게 영향을 끼친 무도광은 독립적인 사건이 아니었으며, 같은 시기의 보고에서 매우 잘 기록되어 있다. 그러나 이 현상에 대한 이해가 부족하여, 추측을 기반으로 한 대처만이 이루어졌다. 일반적으로, 음악가가 춤추는 사람에 동참하여 조증에서 벗어날 수 있도록 도왔으나, 이러한 전략은 간혹 더 많은 사람이 함께 춤을 추도록 고무하는 역효과를 낳았다. 오늘날의 학자들 사이에서도 이 무도광의 원인에 대해서는 의견이 분분하다.
이 현상을 설명하기 위한 이론은 행렬 뒤에 사이비 종교가 있다는 주장에서 춤을 추면서 스트레스를 해소하고 빈곤을 잊는 것이라는 주장에 이르기까지 다양하게 제기되고 있다. 그러나, 이 현상은 뚜렷한 신체적 원인 없이, 비슷한 신체적 증상이 사회적인 영향력의 한 형태로 다수의 사람들에게 영향을 미치는 집단 심인성 질환으로 간주되고 있다.

## 같이 보기
- 좋지 아니한가 (일본사)
- 플래시 몹
- 마이나스